# Шудря Катерина Петрівна
Катерина Петрівна Шу́дря (нар. 9 жовтня 1934, Свободний — пом. 1996) — український радянський мистецтвознавець, філософ, доктор філософських наук з 1983 року.

## Біографія
Народилася 9 жовтня 1934 у місті Свободному Амурської області РРФСР. 1956 року закінчила філологічний факультет Київського університету. З 1964 року працювала в Інституті філософії АН УРСР — молодший науковий співробітник, старший науковий співробітник, завідувач сектору філософських проблем розвитку української культури відділу філософії культури, етики і естетики.
Померла у 1996 році.

## Праці
Досліджувала проблеми естетики, філософії виховання, прогностики, філософські проблеми розвитку української культури. Серед робіт:
- «Естетичний ідеал митця» (1967);
- «Влада творчості: Евристично-спонукальні можливості мистецтва» (1976);
- «Художнє передбачання майбутнього» (1979);
- «Мистецтво в духовній культурі особистості» (1981);
- «Мистецтво у світлі духовної культури» (1985, у співавторстві);
- «Філософські пошуки та наукова фантастика» (1990, у співавторстві);
- «Наукове передбачення суспільних процесів / Методологічний аналіз» (1990).